# Synagogue Edmond J. Safra de Monaco
La synagogue Edmond J. Safra est un édifice religieux juif situé 15 avenue de la Costa à Monaco. Elle est inaugurée en mars 2017 en lieu et place de la précédente synagogue qui se trouvait dans la villa Esmeralda.

## Histoire

### Les Juifs à Monaco pendant la Seconde Guerre mondiale
Environ 300 juifs (principalement des ashkénazes de France) vivaient à Monaco avant la Seconde Guerre mondiale. Pendant la guerre, le gouvernement monégasque a publié de faux papiers pour protéger ses citoyens juifs, mais a expulsé des réfugiés juifs fuyant les persécutions  nazies et essayant de trouver un refuge à Monaco,.
Cette rafle était la conséquence des accords entre René Bousquet, alors secrétaire général de la police sous le Régime de Vichy du 18 avril 1942 au 31 décembre 1943, et le général SS Carl Oberg, pour des rafles visant les Juifs étrangers. Mais, selon le rapport d'expert (dont Serge Klarsfeld, l'un des quatre experts du rapport), la Principauté a résisté à la plupart des injonctions antisémites dictées par le régime de Vichy et l'Allemagne nazie.

### La communauté juive de Monaco depuis 1945
Après la guerre, quelques retraités pratiquant le judaïsme se sont installés à Monaco, provenant principalement de France ou du Royaume-Uni, mais également d’Afrique du Nord et de Turquie.
La communauté juive de Monaco a été fondée en 1948 avec l’Association cultuelle israélite de Monaco (ACIM) et la population juive est estimée à 2 %.
Aujourd'hui, environ 1 000 juifs, en grande majorité des retraités, vivent à Monte-Carlo.

### La repentance du prince Albert II
En 2013, le Prince Albert II de Monaco, en visite en Israël, s’était recueilli au Mémorial de Yad Vashem.
En 2015, le Prince s'est excusé officiellement pour le rôle de son pays dans l'Holocauste et a dédié un monument, au cimetière de Monaco, à ces 92 Juifs arrêtés dans la nuit du 26 au 27 août 1942 et en 1944 durant l'occupation allemande.
En novembre 2017, le Prince Albert II de Monaco a accueilli une délégation de la Conférence des Rabbins européens.

## Architecture

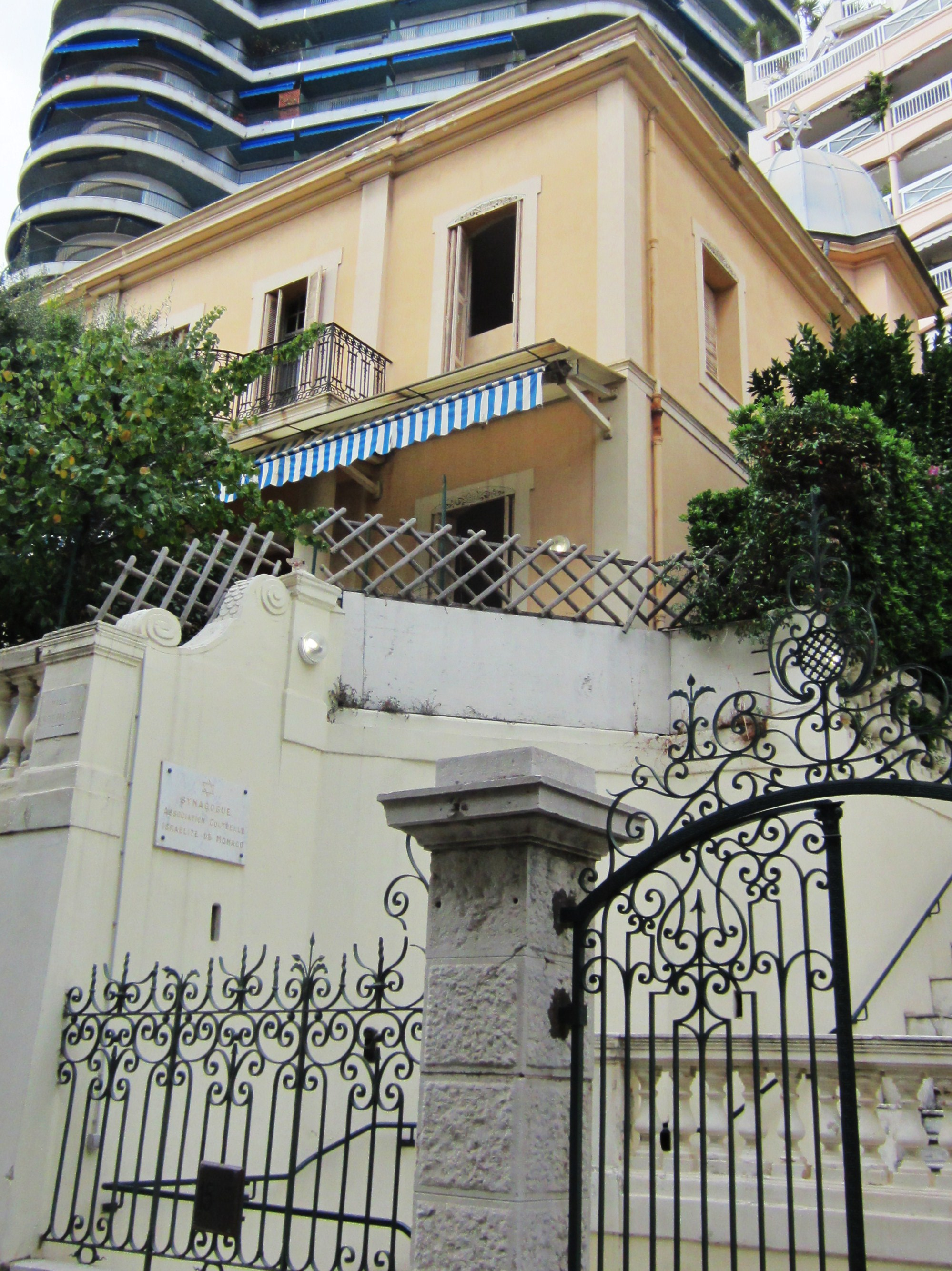
L'ancienne synagogue dans la villa "Esmeralda".

La synagogue de Monaco est la seule de la Principauté. Elle est construite pour le compte de l’Association culturelle israélite monégasque (ACIM), après la démolition en 2014 de la villa de la Belle Époque Esmeralda, datant de 1887 et convertie en synagogue avec dôme à l'arrière.
La nouvelle synagogue est un bâtiment en forme de tour de quatre niveaux d'une hauteur totale d'environ 12 mètres, réalisé en maîtrise d’ouvrage déléguée par le groupe J.B. Pastor & Fils et conçue par l’architecte Thierry Despont en collaboration avec Suzanne Belaieff.
Celle-ci a été inaugurée le 28 mars 2017 en présence du grand rabbin de France, du président du Consistoire, d'Aliza Bin-Noun, ambassadrice d’Israël en France.
Participaient notamment à cette cérémonie le prince Albert II de Monaco, Mme Lily Safra, présidente de la Fondation Edmond J. Safra, grâce à laquelle les travaux ont pu se faire, le grand rabbin de Moscou Pinchas Goldschmidt (en), président de la Conférence des rabbins européens, l’archevêque de Monaco, Monseigneur Bernard Barsi, Joël Mergui et Haïm Korsia.